# تونو (خواننده)
تونو (انگلیسی: Tono؛ زادهٔ October 31) بازیگر، و موسیقی‌دان اهل ژاپن است.